# Brian Conacher
Brian Kennedy Conacher (né le 31 août 1941 à Toronto) est un joueur et entraîneur canadien de hockey sur glace.

## Famille
Conacher est le fils de Lionel Conacher, élu meilleur athlète canadien de la première moitié du XXe siècle.
Son frère Lionel Conacher Jr. (en) est un joueur de football canadien.
Roy Conacher et Charlie Conacher sont des oncles.
Il est un cousin de Murray Henderson (en) et Pete Conacher (en).

## Carrière

### En tant que joueur
Brian Conacher commence sa carrière de joueur de hockey sur glace dans sa ville natale avec les Marlboros de Toronto, au sein de la ligue junior canadienne de l'Ontario Hockey Association, de 1958 à 1962. Au cours de la saison 1961-1962, il fait ses débuts dans la Ligue nationale de hockey pour les Maple Leafs de Toronto, il ne marque aucun point ni n'a aucune pénalité lors de sa seule apparition de la saison. Il dispute trois matchs pour le club-école des Americans de Rochester en Ligue américaine de hockey.
Il s'inscrit à l'Université Western Ontario en 1962 pendant un an et joue avec son équipe, les Mustangs (en), qui fait partie des Sports universitaires de l'Ontario, ainsi qu'au football canadien.
Brian Conacher fait l'équipe du Canada de 1963 à 1965. Il est présent lors des Jeux olympiques d'hiver de 1964 à Innsbruck, en Autriche. Le Canada finit quatrième. Il dispute également le championnat du monde 1965, où le Canada finit aussi quatrième.
De 1965 à 1968, il est de nouveau professionnel pour les Maple Leafs de Toronto en LNH et son club-école, les Americans de Rochester, en LAH. Il remporte la Coupe Stanley avec les Maple Leafs de Toronto lors de la saison 1966-1967. Il apparaît comme champion en titre avec son équipe lors du Match des étoiles de la LNH en 1968. Il est un des premiers joueurs à porter un casque
De 1968 à 1971, Conacher redevient amateur et revient dans l'équipe du Canada pour de nombreux matchs amicaux.
Il revient dans la LNH pour la saison 1971-1972, il marque trois buts et une passe en 22 matchs avec les Red Wings de Détroit. Dans le même temps, il dispute un total de 47 matchs dans la Ligue centrale de hockey pour le club-école, les Texans de Fort Worth et marque 31 points, dont 16 buts. Il est le dernier joueur de NHL à porter des lunettes.
Pour la saison 1972-1973, le Canadien signe pour les Nationals d'Ottawa, équipe de l'Association mondiale de hockey, créée en 1971. Conacher marque neuf buts et 22 passes décisives en 74 matchs au total.

### En tant qu'entraîneur
De 1973 à 1975, il est entraîneur-chef des Comets de Mohawk Valley, équipe de la North American Hockey League. Au cours de la saison 1975-1976, il revient sur la glace dans la NAHL pendant trois matchs avant de redevenir entraîneur-chef au milieu de la saison des Comets de Mohawk Valley, avec lesquels il échoue au premier tour des play-offs.
Conacher est également entraîneur à temps partiel au Upper Canada College.

### En tant que manager
De 1976 à 1978, Conacher est directeur général des Racers d'Indianapolis et des Oilers d'Edmonton, équipes de l'Association mondiale de hockey, pendant un an chacun. Plus tard, il est responsable notamment de l’exploitation du FirstOntario Centre et du Maple Leaf Gardens jusqu'en 1998.
Conacher effectue un mandat en tant que président de l'amicale des anciens de la NHL.
En tant que commentateur, Conacher est surtout connu comme le comparse de Foster Hewitt, lors de la Série du siècle 1972. Il fait aussi équipe avec Curt Gowdy pour les matchs de hockey lors des Jeux olympiques de 1976 à Innsbruck diffusés par ABC. Il commente également pour la CBC Radio pour les Jeux olympiques de 1988 à Calgary.

## Récompenses et distinctions
- Coupe Calder 1966 avec les Americans de Rochester
- Coupe Stanley 1967 avec les Maple Leafs de Toronto
- Match des étoiles de la Ligue nationale de hockey 1968